# Sint Jan Basket
Sint Jan Basket Antwerpen is een voormalige Belgische basketbalclub uit Antwerpen met stamnummer 2469.

## Geschiedenis
De club werd op 4 januari 1965 opgericht als O.S.J.B. Basketbalclub (Oud-Studenten Sint-Jan Berghmanscollege Basketbalclub) met als stichtende leden: Hugo Krols, Frans Janssens, Christian Roelans, Leopold Stijnen. Hugo Krols werd de eerste voorzitter van de club en bleef 25 jaar voorzitter. De club speelde op de speelplaatsen van het Sint-Jan Berghmanscollege in de Jodenstraat in Antwerpen. De club speelde zijn eerste seizoen in de scholencompetitie en daarna de eerste seizoenen in de derde provinciale waar de club in 1968 kampioen werd. Het won dat jaar ook de Beker van Antwerpen tegen Kontich BBC dat toen in 3de nationale speelde. Het jaar werden ze opnieuw kampioen in derde provinciale. In het seizoen 1971/72 werd ook voor het eerst gestart met een jeugdwerking. Dat seizoen wonnen ze ook voor de tweede keer de beker van Antwerpen en haalde ze de halve finales van de beker van België waarin ze verloren van Rimelago Aarschot. Van 1971 tot 1973 speelde de club in tweede provinciale en in 1975 werd de club kampioen in 1ste provinciale. De club verhuisde dat jaar ook naar Sporthal Kiel.
De daarop volgende zestien seizoenen speelde de club in vierde nationale waarbij de club wisselend succes had. In 1990 degradeerde de ploeg terug naar eerste provinciale en het seizoen erna meteen naar tweede provinciale. In 1992 verhuisde de club naar Sporthal Dambruggestraat. De club speelde zeven seizoenen in tweede provinciale, er werd in 1999 opnieuw promotie naar eerste provinciale afgedwongen. Het volgende seizoen verhuisde de club naar Sporthal Mariënborgh op de grens van Wilrijk en Edegem. Er werd vervolgens ook promotie afgedwongen naar vierde nationale na een titelstrijd tegen Red Vic Wilrijk. In het seizoen 2000/01 werd de ploeg zesde in vierde nationale, het seizoen erop slaagde de club erin te promoveren naar derde nationale als tweede in zijn reeks onder coach Joost De Burghgraeve. Ze wonnen dat seizoen ook opnieuw de beker van Antwerpen met 77-100 tegen Red Vic Wilrijk. In hun eerste seizoen in derde nationale eindigde de club als tiende onder de nieuwe coach Luc Smout en speelde ze in de Sporthal Linkeroever vanaf dat seizoen.
In 2014 trok Sint Jan zijn eerste ploeg terug uit de tweede nationale door een overdrukke kalender. Er werd wel nagedacht over een ploeg op te richten in eerste klasse samen met Gembo BBC maar dat plan zou uiteindelijk niet doorgaan en kende ook veel tegenstand van de Antwerp Giants. En in 2017 fusioneerde de overgebleven jeugdwerking van de club met Mercurius BBC.

## Erelijst
- Kampioen eerste provinciale: 1975, 2000
- Kampioen derde provinciale: 1968, 1969
- Beker van Antwerpen: 1968, 1971, 2002

## Voorzitters
- 1965-1990:  Hugo Krols
- 1990-1997:  Ludo Bogaerts
- 1997-?:  Philippe Hessens

## Coaches
- -2001:  Maurice Van Tongerloo
- 2001-2002:  Joost De Burghgraeve
- 2002-2005:  Luc Smout
- 2005-2008:  Eddy Van Loon
- 2008-2011:  Tony Van den Bosch
- 2011-2012:  Erik Rogiers
- 2012:  Tony Van den Bosch
- 2012-2015:  Steve Cornelis

## Bekende spelers
- Senne Geukens
- Thomas De Thaey
- Yannick Driesen
- Caspar Augustijnen
- Yannick Desiron
- Anthony Chada
- Mitchel Gorremans
- Andreas Rojas Palma